# Kateřina II. Veliká
Kateřina II. (2. května 1729 Štětín – 6. listopadujul./ 17. listopadu 1796greg. Petrohrad), známá též jako Kateřina Veliká (rusky Jekatěrina Alexejevna, rodným jménem Sofie Frederika Augusta) byla mezi lety 1762 až 1796 ruskou carevnou – nejdéle vládnoucí panovnicí této země. K moci se dostala po převratu, který uspořádala – což mělo za následek svržení jejího manžela Petra III. Za její vlády Rusko ožilo; stalo se větším a silnějším a bylo uznáno jako jedna z velkých evropských mocností.
V přístupu k moci a vládnutí v říši se Kateřina často spoléhala na své oblíbence z řad šlechty, zejména hraběte Grigorije Orlova a Grigorije Potěmkina. S pomocí úspěšných generálů, jako Alexander Suvorov a Pjotr Rumjancev nebo admirála Fjodora Ušakova, vládla v době, kdy se ruská říše rychle rozšiřovala dobýváním a diplomacií. Na jihu byl po vítězstvích nad Osmanskou říší v rusko-tureckých válkách rozdrcen Krymský chanát a Rusko kolonizovalo území podél Černého a Azovského moře známé jako Nové Rusko. Na západě byla nakonec polsko-litevská unie, které vládl dřívější milenec Kateřiny, král Stanisław August Poniatowski, rozdělena, přičemž největší podíl připadl Rusku. Na východě Rusko začalo kolonizovat Aljašku a vznikla Ruská Amerika.
Kateřina reformovala správu ruských gubernií a na její příkaz bylo založeno mnoho nových měst a obcí. Po vzoru Petra Velikého pokračovala v modernizaci Ruska dle západoevropských směrů. Branná povinnost a hospodářství však nadále závisely na nevolnictví a rostoucí požadavky státu a soukromých vlastníků půdy zintenzívnily vykořisťování nevolníků. To byl jeden z hlavních důvodů několika povstání, včetně rozsáhlého Pugačovova povstání kozáků a rolníků.
Kateřina se rozhodla nechat se naočkovat proti neštovicím britským lékařem Thomasem Dimsdalem. V té době to bylo považováno za kontroverzní metodu, ale uspěla. Později byl také naočkován její syn Pavel. Kateřina se poté snažila očkovat v celé své říši a prohlásila: „Mým cílem bylo prostřednictvím mého příkladu zachránit před smrtí množství mých poddaných, kteří neznali hodnotu této techniky, měli strach, byli ohroženi.“ Do roku 1800 bylo v carském Rusku aplikováno přibližně 2 miliony očkovacích látek (téměř 6 % populace).
Období vlády Kateřiny II. Veliké je považováno za Zlatý věk Ruska. Manifest o svobodě šlechty, vydaný během krátké vlády Petra III. a potvrzený Kateřinou, osvobodil ruskou šlechtu z povinné vojenské nebo státní služby. Stavba mnoha šlechtických sídel v klasickém stylu schváleném carevnou, změnila tvář země. Nadšeně podporovala ideály osvícenství a je často považována za osvíceného despotu. Jako patronka umění předsedala věku ruského osvícenství, včetně zřízení Smolného institutu pro šlechtičny, první státem financované vysoké školy pro ženy v Evropě.

## Život

### Původ a cesta do Ruska

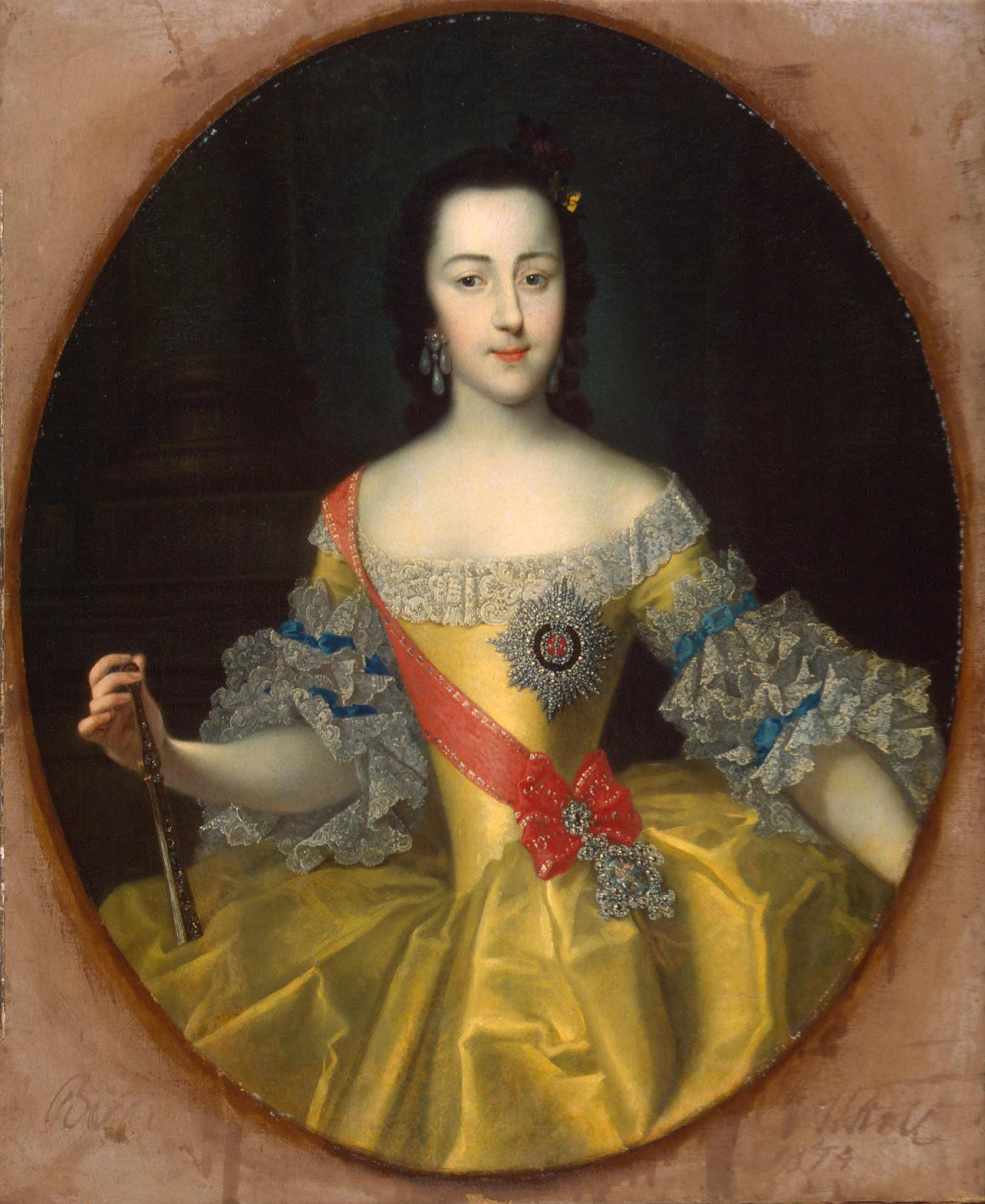
Kateřina Alexejevna na obraze Georg Christoph Grootha z roku 1745.

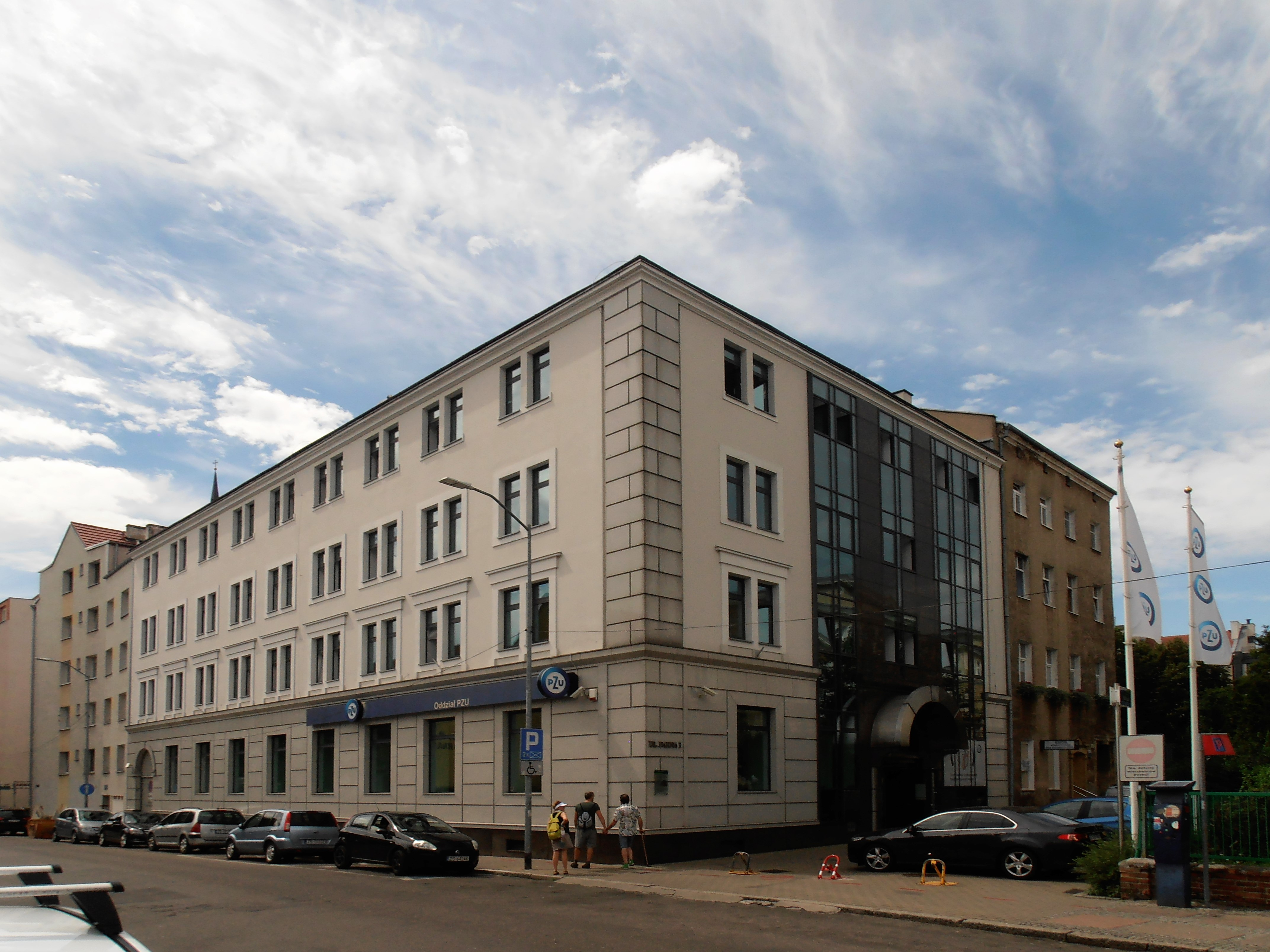
Dům Kateřiny II. ve Štětíně

Kateřina se narodila ve Štětíně v Pomořansku v Pruském království jako princezna Sophie Friederike Auguste von Anhalt-Zerbst-Dornburg. Její otec Kristián August Anhaltsko-Zerbstský patřil k vládnoucímu německému rodu v Anhaltském knížectví, ale jako guvernér města Štětín zastával hodnost pruského generála. Dva z jejích prvních bratranců se stali švédskými králi: Gustav III. a Karel XIII. V souladu s obvyklou praxí ve vládnoucích německých dynastiích získala vzdělání především od francouzské vychovatelky a od lektorů. Své mládí prožila v německém Zerbstu (Srbišti), rezidenci jednoho z trpasličích německých říšských knížectví, jemuž vládl její otec, a ve Štětíně. Byla považována za divošku a známá pod přezdívkou Fike.
V roce 1744 si ji ruská carevna Alžběta I. Petrovna vybrala jako vhodnou manželku pro svého synovce Petra, vévodu holštýnsko-gottorpského, kterého předurčila za dědice ruského trůnu. Vedly ji k tomu jak vnitropolitické, tak mezinárodní mocenské zájmy. Neohlížela se ani na to, že si byli budoucí manželé sestřenicí a bratrancem (Sofiin strýc z matčiny strany byl manželem ruské velkokněžny Anny Petrovny a jejich potomek Petr měl být budoucím manželem Sofie a zároveň carem Petrem III.) Pro princezničku z nepatrného německého knížectví představoval tento sňatek, kterým se měla stát ženou panovníka jednoho z nejmocnějších evropských států, závratné společenské povýšení. Přes své mládí dokázala tomuto cíli podřídit vše a brzy se v cizí vzdálené zemi pragmaticky přizpůsobila zdejším poměrům a naučila všemu, co se od ní vyžadovalo. Například brzy po příjezdu do Ruska konvertovala rodilá Němka luteránské víry Sofie k pravoslaví a přijala jméno Jekatěrina Alexejevna, přestože pravoslavné náboženství nikdy zcela nepochopila a během dlouhých obřadů se prý nudila.

### Manželství a mateřství

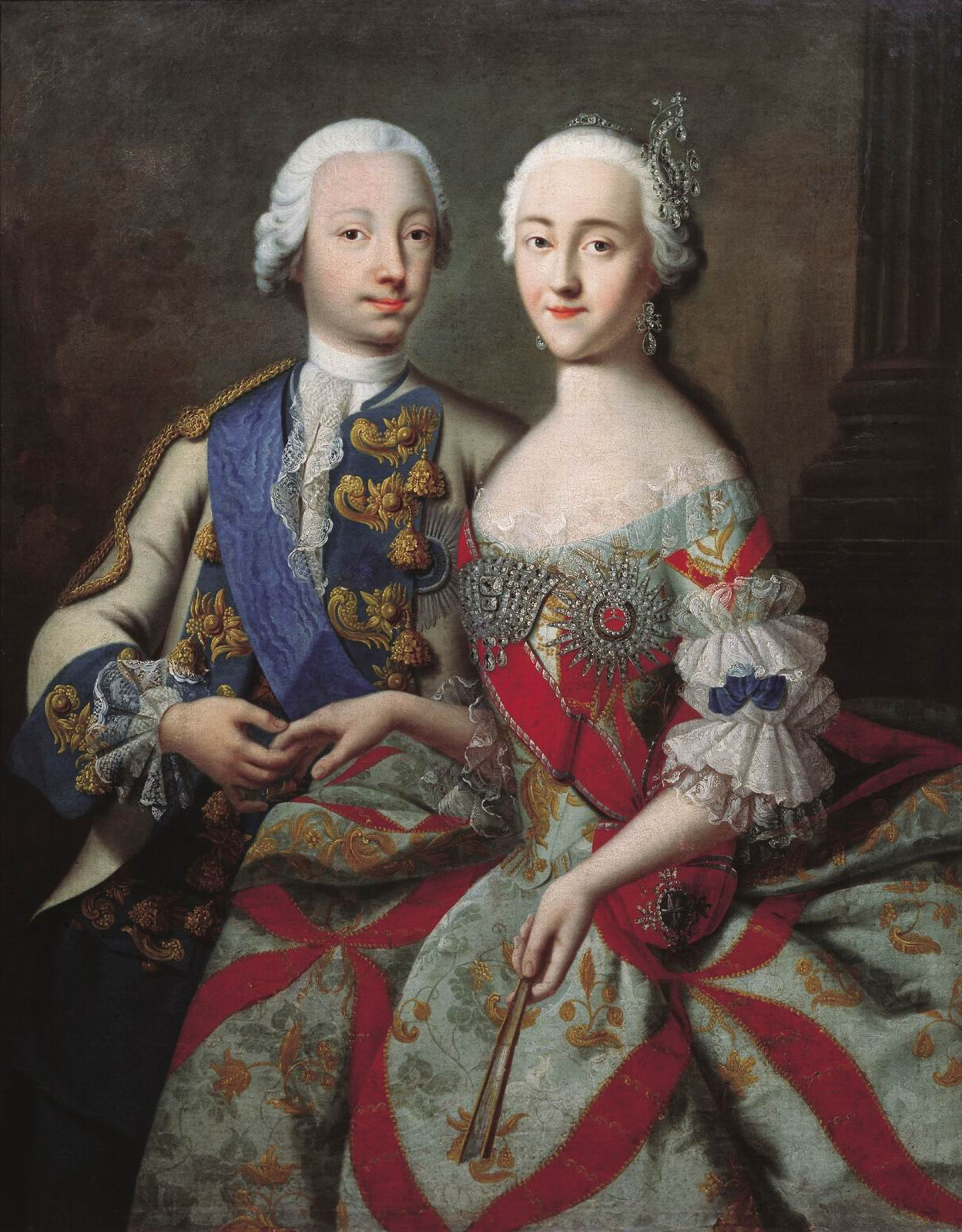
Car Petr III. vládl jen 6 měsíců; zemřel 17. července 1762.

Poté, co Kateřina přestoupila na pravoslaví, mohla se provdat za následníka ruského trůnu a stát se velkokněžnou. Kateřinino manželství s Petrem nebylo příliš šťastné. Zpočátku si s o rok starším následníkem docela dobře porozuměla a stali se přáteli, ale časem, kdy se začala projevovat Petrova infantilita, se od sebe vzdalovali. Manželství zůstávalo dlouho bezdětné, což bylo velkým problémem. Carevna Alžběta si totiž přála především to, aby následník zplodil potomka, kterého ona sama, oficiálně neprovdaná, neměla. Kateřinino postavení u ruského dvora tak zůstávalo dlouho nejisté a hrozilo jí, že pokud nesplní svoji základní mateřskou povinnost, bude se muset vrátit do Německa. Manželé spolu ovšem až do roku 1752 nežili intimně, neboť Petr trpěl fimózou (zúžená předkožka). V roce 1752 ale podstoupil jednoduchou operaci a manželství bylo konečně naplněno. Jejich první dítě zemřelo při porodu, ale 20. září 1754, devět let po sňatku, přivedla Kateřina na svět syna Pavla a v roce 1757 ještě dceru Annu, která však po dvou letech zemřela. Jejich otcem pravděpodobně nebyl Petr. U Pavla se za nejvíce pravděpodobné považuje otcovství hraběte Sergeje Saltykova, ale uvažuje se také o Stanislavu Augustu Poniatowském, budoucím polském králi. Výchovu dětí převzala carevna Alžběta, Kateřina se do ní prakticky nemohla vměšovat a s dětmi se stýkala jen výjimečně. Narození syna však rázem změnilo její postavení. Nyní se stala skutečnou ruskou velkokněžnou, matkou následníka trůnu. Bylo téměř jisté, že nestane-li se carevnou jako manželka Petra III., bude jí jako regentka jejich nezletilého syna Pavla, pokud by Petr z nějakých důvodů na trůn nenastoupil.
Přestože se carevna Alžběta snažila Kateřinu naprosto izolovat také od politiky, Kateřině se podařilo postupně navázat kontakty s vlivnými kruhy.

### „Dámská“ revoluce

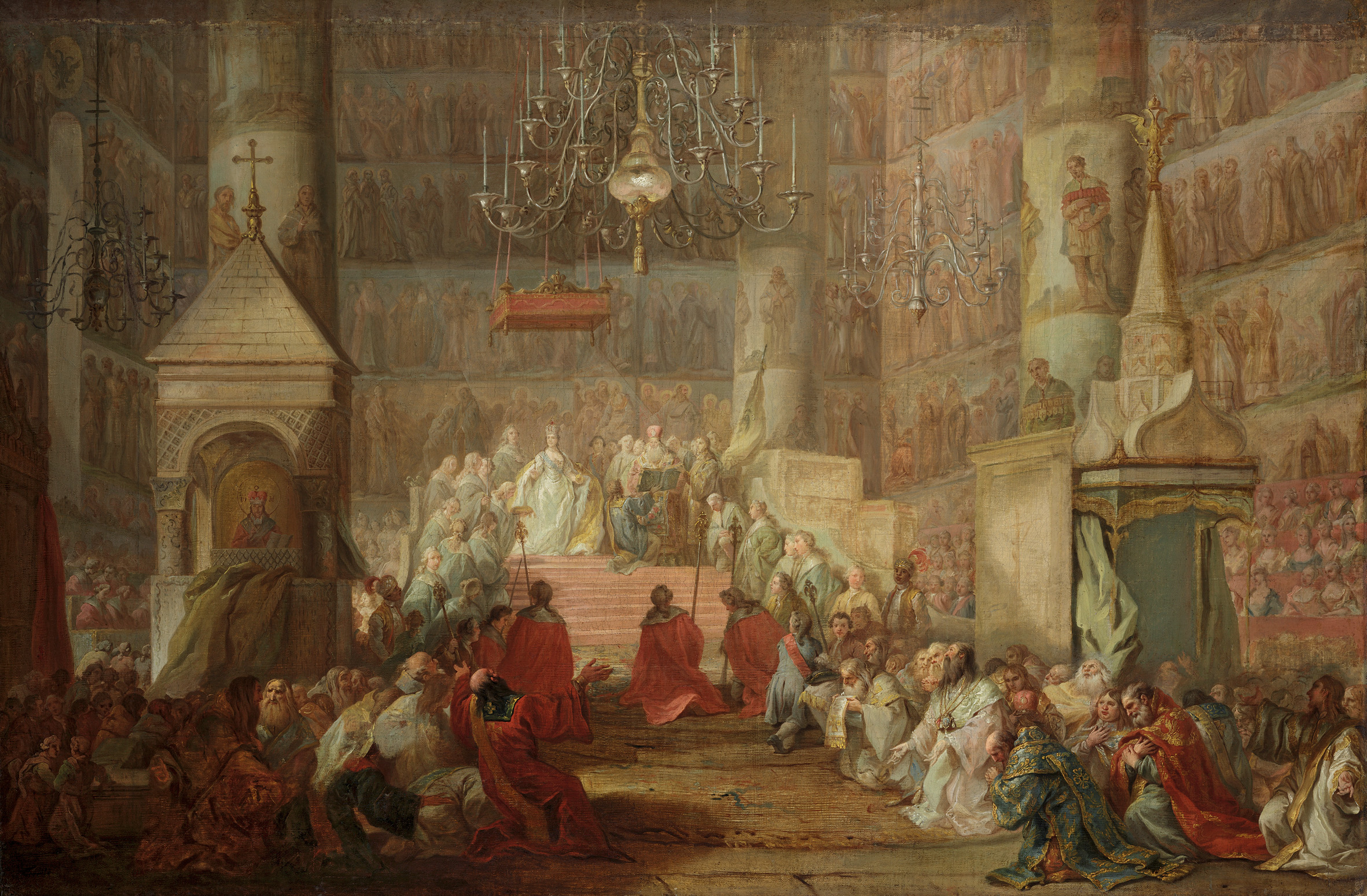
Korunovace Kateřiny II. ruskou carevnou

25. prosince 1761jul./ 5. ledna 1762greg. zemřela carevna Alžběta Petrovna a Kateřinin manžel nastoupil jako Petr III. na ruský trůn. Rusko v té době válčilo v sedmileté válce na straně Rakouska. Petr však bezprostředně po nastoupení na trůn tento kurz změnil a přiklonil se k pruskému králi Fridrichovi II., kterého bezmezně obdivoval. To proti němu brzy vyvolalo silnou opozici. Skupina gardových důstojníků v čele s bratry Orlovými zosnovala proti neoblíbenému Petrovi spiknutí a již v červnu 1762 ho sesadila. Krátce nato byl Petr ve vězení zabit během hádky s důstojníky, kteří ho střežili. Cesta na trůn se tak uvolnila pro Kateřinu. Do Petrohradu vtáhla na koni v čele gardy v obleku důstojníka. Doprovázela ji kněžna Daškovová. Proto bývá tento převrat nazýván dámskou revolucí. 22. záříjul./ 3. října 1762greg. byla Kateřina korunována v Uspenském chrámu moskevského Kremlu ruskou carevnou jako Kateřina II. O dva roky později, roku 1764, byl s největší pravděpodobností právě na její pokyn zlikvidován léta vězněný car Ivan VI. Nepopiratelné důkazy pro toto tvrzení ale neexistují.

### Uspořádání polských záležitostí
Kateřina II. se brzy zbavila politické závislosti na Prusku, zděděné po Petru III., přesto se Rusko na bojiště sedmileté války již nevrátilo. Naopak roku 1764 uzavřela carevna dohodu s Fridrichem II. o kontrole vnitropolitického vývoje v Polsku, neboť potřebovala přízeň pruského krále, aby se mohla vměšovat do polských záležitostí. Vnitřně slabé Polsko se již léta zmítalo v anarchii. Tento stav ruské diplomacii velmi vyhovoval, neboť polský stát se tak postupně dostal zcela do ruského vlivu. Roku 1764 zvolil sejm pod „kontrolou“ ruských vojenských jednotek za posledního polského krále v podstatě bezvýznamného litevského šlechtice Stanislava Poniatowského, který za vlády Alžběty Petrovny pobýval v Petrohradu, kde se sblížil s Kateřinou osobně. Veškerým snahám reformovat politický systém Polska a upevnit tak polský stát zevnitř ruská vláda zabránila.

### Zákonodárná komise

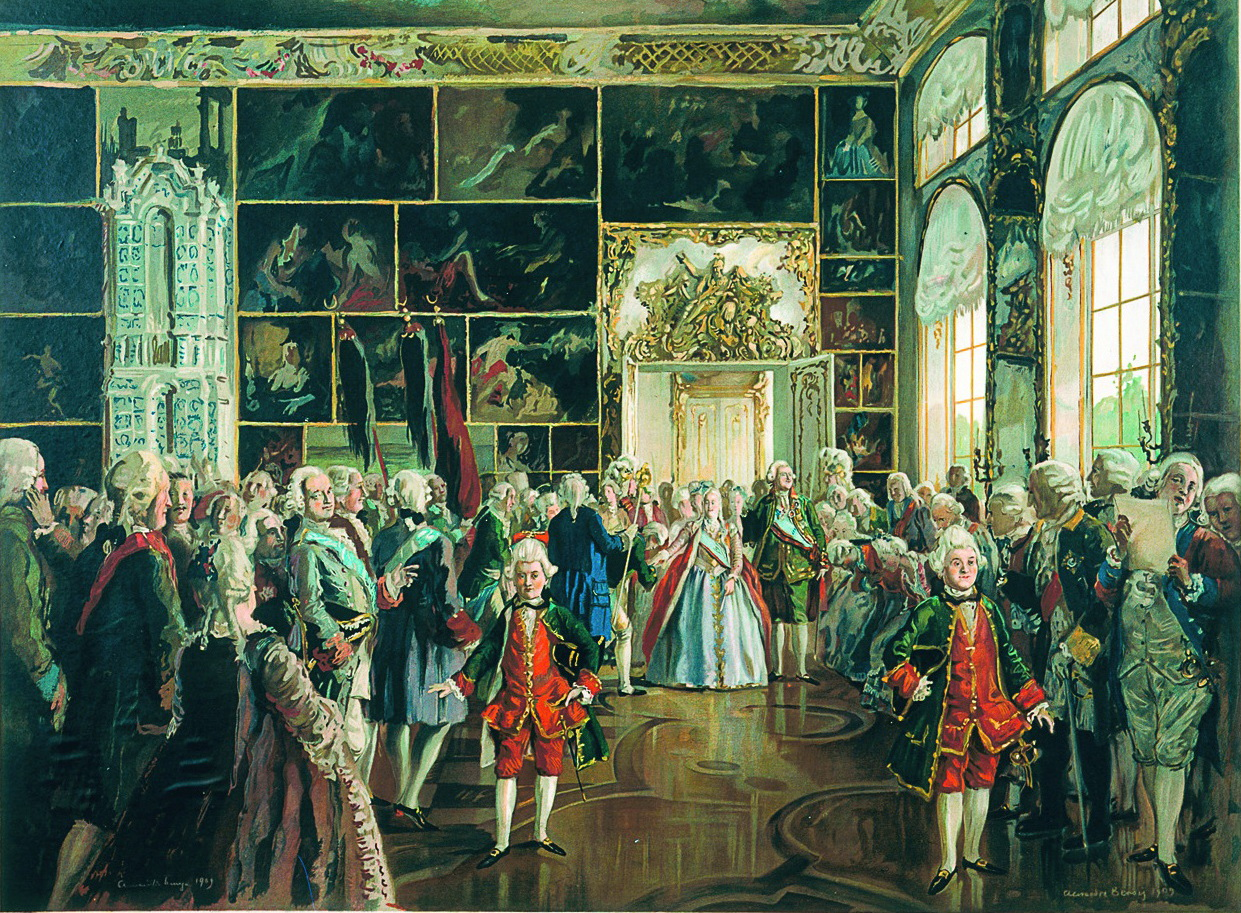
Dvůr Kateřiny Veliké v Petrohradu

V té době si Kateřina dopisovala s předními osvícenými mysliteli západní Evropy, jako byl Voltaire, Charles Louis Montesquieu, Denis Diderot nebo Jean le Rond d'Alembert, což jí přineslo v Evropě velkou popularitu. Její oficiálně deklarované osvícenské postoje však byly často v rozporu s její konkrétní politikou a mnozí historikové je proto berou jako pouhou pózu. Roku 1767 svolala velkou zákonodárnou komisi, která měla vypracovat pro Rusko nový zákoník. Pokud by se účastníci řídili jejími propozicemi, v nichž – jak se sama v korespondenci přiznala – „vymačkala prezidenta Montesquieua“, stalo by se tehdy ruské impérium rázem nejsvobodomyslnějším státem. Komise, jejíž jednání poznamenaly rozepře mezi jednotlivými sociálními skupinami, však byla následujícího roku rozpuštěna pod záminkou začínající války s Tureckem. K obnovení jednání již nikdy poté nedošlo.

### První rusko-turecká válka
V rusko-turecké válce v letech 1768–1774 dosáhlo Rusko, přestože se zdálo být k boji ne zcela připravené, absolutní převahy na souši i na moři. V červenci 1770 zvítězila ruská flotila u Česmenského zálivu ve Středozemním moři a rok poté obsadili Rusové území Krymského chanátu, který byl vazalem Turecka. Ještě předtím, v roce 1769, podnikli krymští Tataři poslední nájezd na ruské území, při kterém bylo napadeno Nové Srbsko a odvlečeno do otroctví několik tisíc lidí. Mírovou smlouvou z Küčük-Kainardži mezi Osmanskou říší a Ruskem byla Kateřina Veliká prohlášena „ochránkyní pravoslavného obyvatelstva“ v celé turecké říši a Krym se stal nezávislým na Turecku. Fakticky však podléhal od samého počátku ruské kontrole. Rusko opět získalo Azov a řadu dalších významných pevností v Černomoří. Ruské loďstvo konečně smělo proplouvat Bosporem a Dardanelami. Černé moře, které sultán dosud střežil „jako pannu ve svém harému“ přestalo být výlučně tureckou zónou.

### První dělení Polska
Přestože petrohradskému dvoru daný stav vyhovoval, nechali se Rusové nakonec přesvědčit pruským králem Fridrichem II. a společně s Rakouskem si mezi sebou rozdělili roku 1772 část polského území. Rusko si tak kompenzovalo náklady na válku s Tureckem.

### Pugačovovo povstání

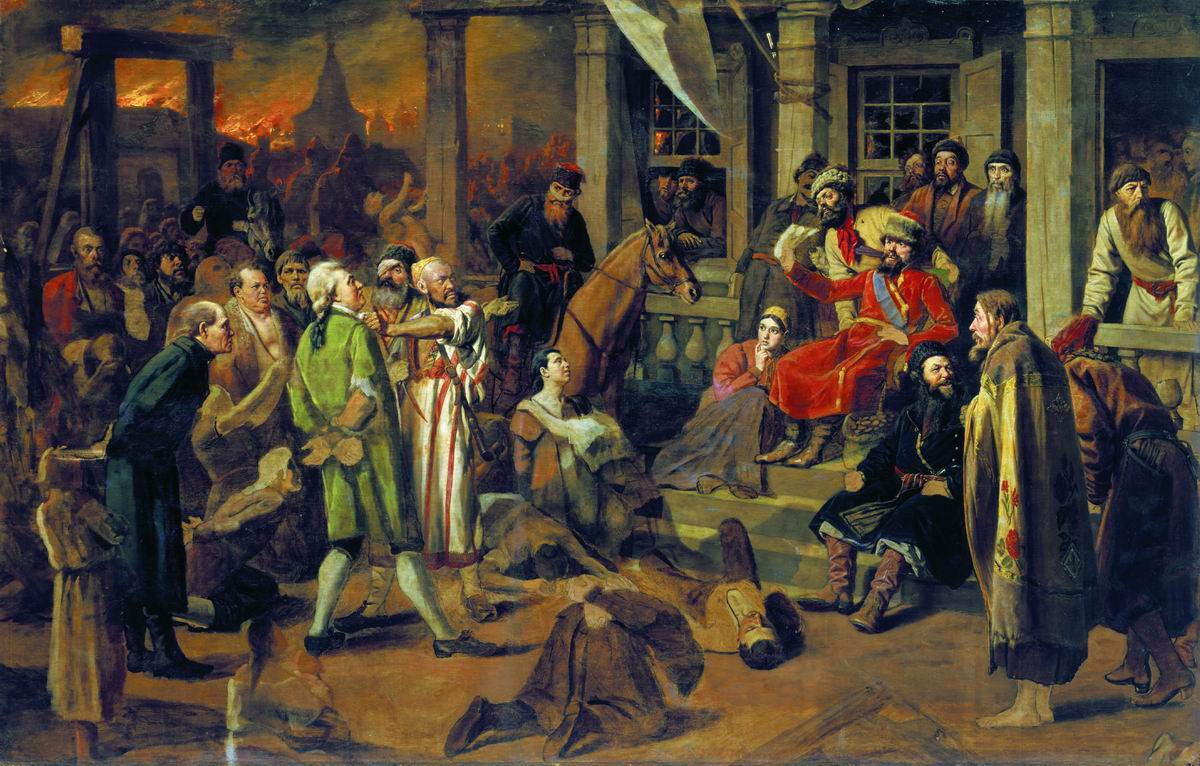
Jemeljan Pugačov soudí zajatého šlechtice

V letech 1773–1775 propuklo v jihovýchodním Rusku rozsáhlé povstání kozáků, rolníků a nevolníků pod vedením Jemeljana Pugačova, který se vydával za údajně zachráněného Petra III. (samozvanectví mělo v Rusku hluboké kořeny). Po velkých počátečních úspěších se podařilo schopnému generálu Alexandru Vasiljeviči Suvorovovi povstání potlačit. Kateřinina vláda se tak dále upevnila.

### Druhá rusko-turecká válka

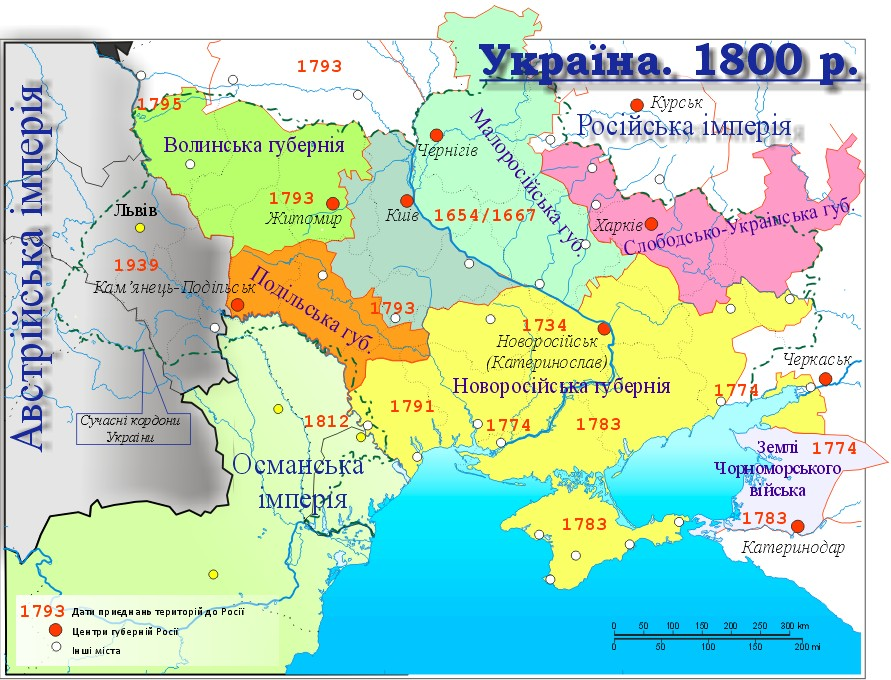
Rozšíření Ruské říše na úkor Polska a Osmanské říše za vlády Kateřiny Veliké

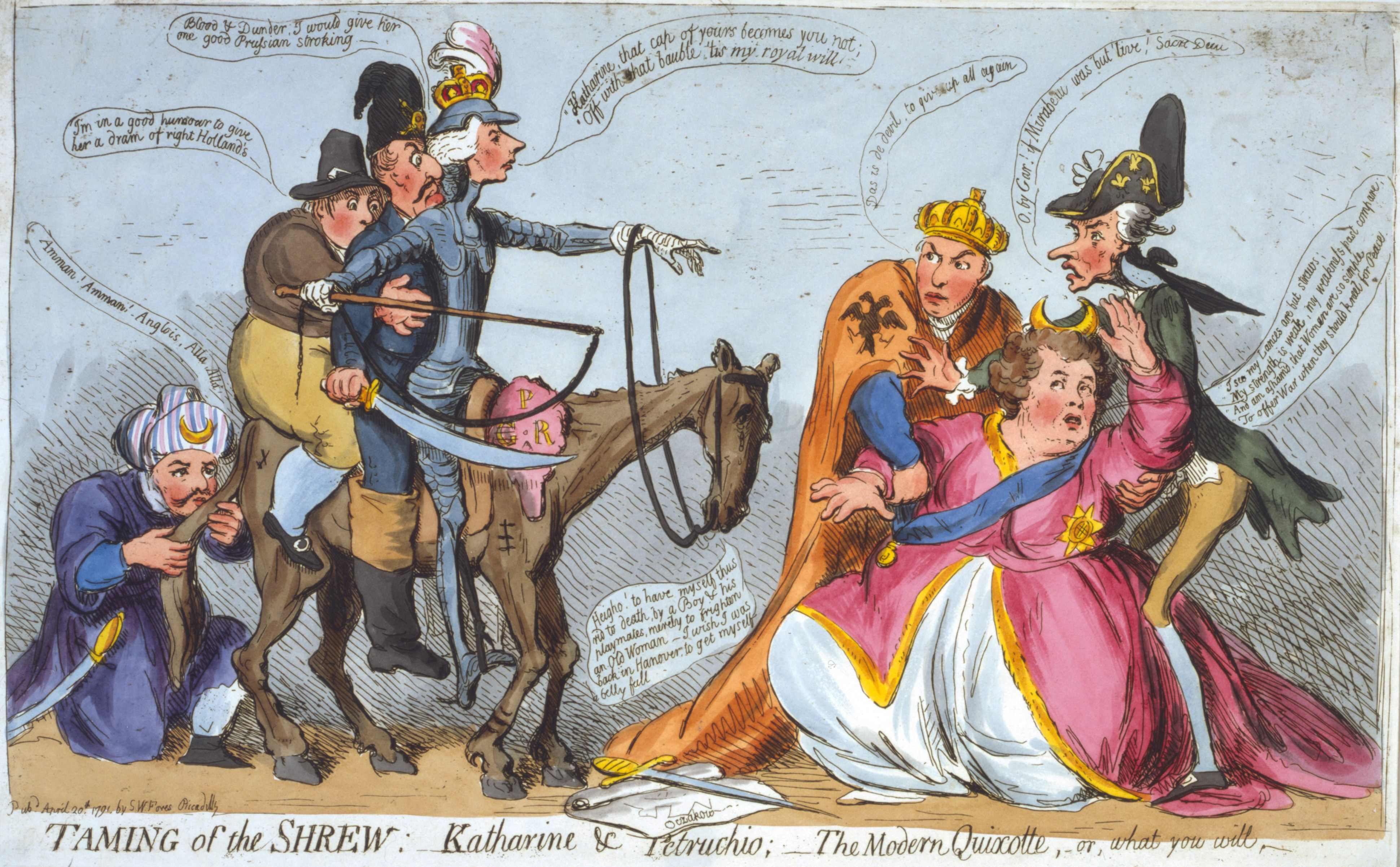
Britská karikatura z roku 1791 o pokusu o vyjednávání mezi Kateřinou (napravo, podporovanou Rakouskem a Francií) a Tureckem

V roce 1783 anektovalo Rusko Krym. Carevna následně pověřila svého tehdejšího milence Grigorije Potěmkina správou tohoto území a jižní Ukrajiny a udělila mu titul kníže tauridský (Tauridou se nazývalo toto území ve starověku). Jeho úkolem bylo vybudovat tady Novorossiju, či Nové Rusko, prosperující oblast, což se mu také podařilo.
V letech 1787–1792 vypukla další rusko-turecká válka, ve které proti osmanské říši vystoupilo společně s Ruskem také Rakousko, kde tehdy vládl císař Josef II. Rakouské armádě, jíž velel císař osobně, se na Balkáně nevedlo příliš dobře, proto uzavřelo roku 1791 separátní mír. Rusku se opět dařilo na souši, kde velel Suvorov, i na moři, což bylo zásluhou admirála Fjodora Fjodoroviče Ušakova. Kateřina po několika vítězstvích nad tureckou armádou zamýšlela obsadit celý (slovanský) Balkán, dobýt Istanbul, středověkou Konstantinopol, a dokonce obnovit byzantskou říši v čele se svým vnukem Konstantinem. Proti této snaze ovšem vystoupily některé evropské velmoci. Oddíly švédského krále Gustava III. překvapivě vtrhly na ruský sever (1788–1790), ale byly odraženy. Počátkem roku 1791 uzavřelo Rusko s Tureckem mír v Jasích. Navzdory úspěchům bylo nuceno vzhledem k mezinárodně politické situaci se spokojit s návratem k ustanovením küčük-kajnardžskému míru a vyklidit dobyté Moldavsko a Besarábii.

### Druhé a třetí dělení Polska
Nedlouho po uzavření míru vpadla ruská vojska na území polského státu. Válka vyústila ve druhé dělení Polska, ke kterému Kateřina přiměla v roce 1793 Prusko. Rakousko zůstalo tentokrát stranou. Zúčastnilo se až třetího, konečného dělení v roce 1795, jímž byla samostatnost Polska zlikvidována definitivně.

### Kateřina Veliká a její reformy

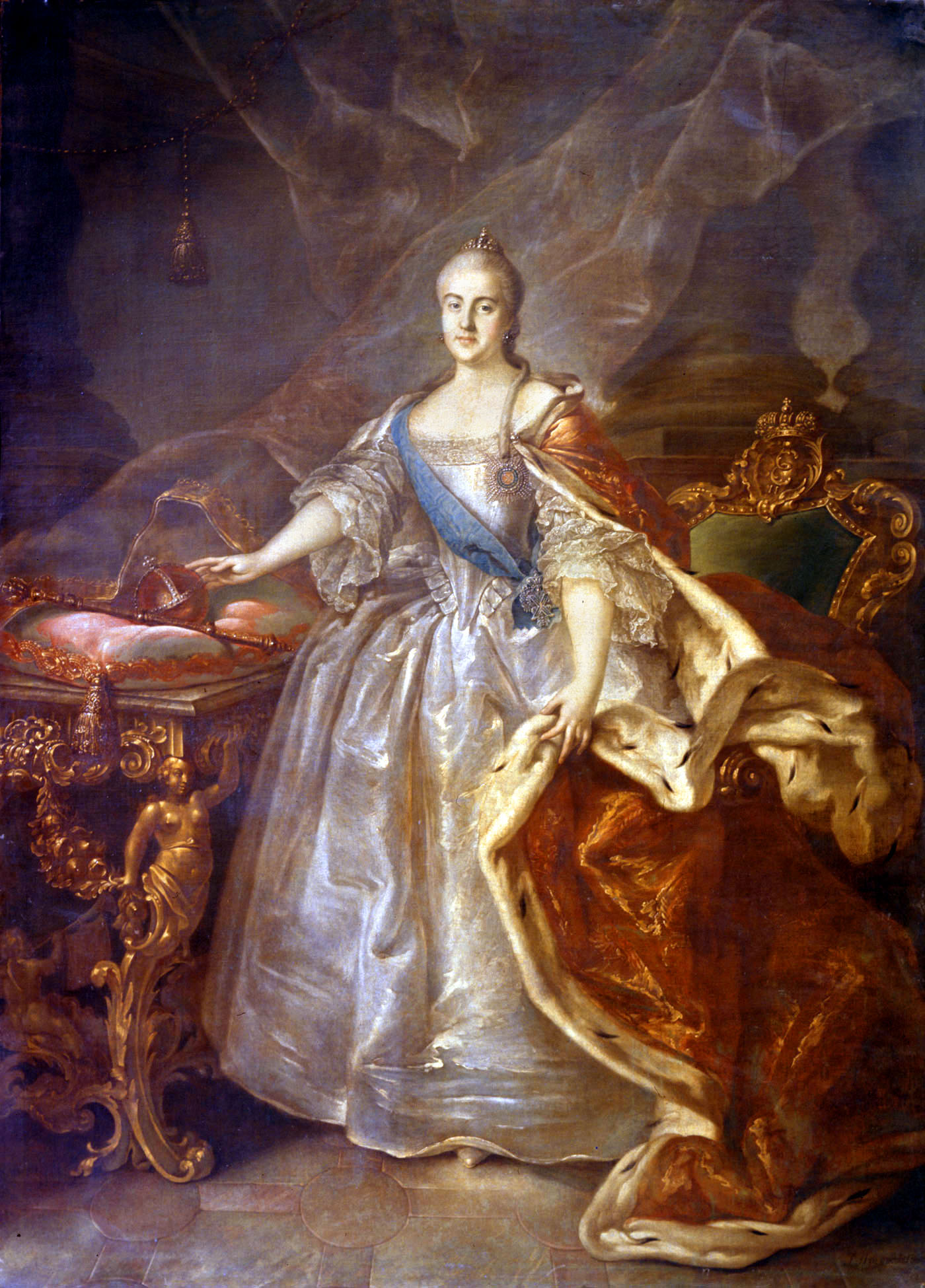
Carevna Kateřina na obraze Ivana P. Argunova z roku 1762.

Kateřina považovala sebe samu za osvícenou panovnici a velkou reformátorku. Tento poněkud zkreslený obraz carevny šířili v západní Evropě rovněž její přátelé z řad učenců, které buď finančně podporovala (např. Denis Diderot) nebo s nimiž léta udržovala písemný kontakt (např. Voltaire). Ve skutečnosti většina carevniných reforem zůstala jen na papíře a za jejího života se nerealizovala. Pro naprostou většinu obyvatel Ruska – tedy nevolníků bez majetku – se za vlády Kateřiny Veliké nic nezměnilo. Jejich život byl stejně krutý a tvrdý jako za všech předcházejících vládců. Rovněž školství zůstalo na stejné úrovni a nadále asi 97 % obyvatel Ruska neumělo číst a psát. Mezi negramotné patřila i většina šlechticů, což bylo v té době třeba v Evropě naprosto nepředstavitelné. Veškeré reformy nařízené Kateřinou Velikou byly od samého počátku nerealizovatelné. Proti evropskému individualismu a víře v lidský rozum stál v Rusku kolektivismus a absolutní moc panovníka nad lidmi i jejich majetkem. Prvotním a jediným cílem státu pak byla snaha ovládnout co největší prostor a maximálně rozšířit hranice impéria. Za této „osvícené despocie“ pak ruská říše sice zmohutněla, ale zároveň nebyl vyřešen ani jediný z problémů, které tuto zemi skutečně sužovaly. V této politice ostatně pokračovali i nástupci Kateřiny Veliké. Charakteristickým symbolem doby její vlády jsou ostatně tzv. potěmkinovské vesnice, což mnohé o jejích politických sebeklamech vypovídá. Kateřina Veliká si ale byla velmi dobře vědoma skutečného stavu věcí a tak třeba svého přítele Voltaira do Ruska nikdy nepozvala, přestože ten o to velmi stál. Díky této uzavřenosti Ruska před cizinci se poněkud zkreslená pověst o velké reformátorce dochovala až do dnešních dní.
Během vlády Kateřiny II. se Rusko definitivně stalo evropskou velmocí. Jeho území se rozšířilo o cca 520 000 km². Panovnice založila na dvě stě nových měst. Koncem 18. století měla carská říše 35–40 milionů obyvatel a byla schopna postavit půlmilionovou armádu vybavenou děly, mušketami a trénem; vojsko srovnatelné s tehdejšími moderními mocnostmi.
Kateřina Veliká se navzdory halasně proklamovaným osvícenským ideálům stala zásadní odpůrkyní Velké francouzské revoluce, kterou považovala za nepřístojný zásah proti korunovanému panovníkovi a právoplatnému režimu. Rusko přislíbilo účast v protifrancouzské koalici. Do bojů se však zapojilo až po Kateřinině smrti. Zemřela v roce 1796 na cévní mozkovou příhodu.
Po své smrti byla Kateřina Veliká pohřbena ve Petropavlovské pevnosti v Petrohradě. Jejím nástupcem se stal syn Pavel I.

### Carevna a její milenci

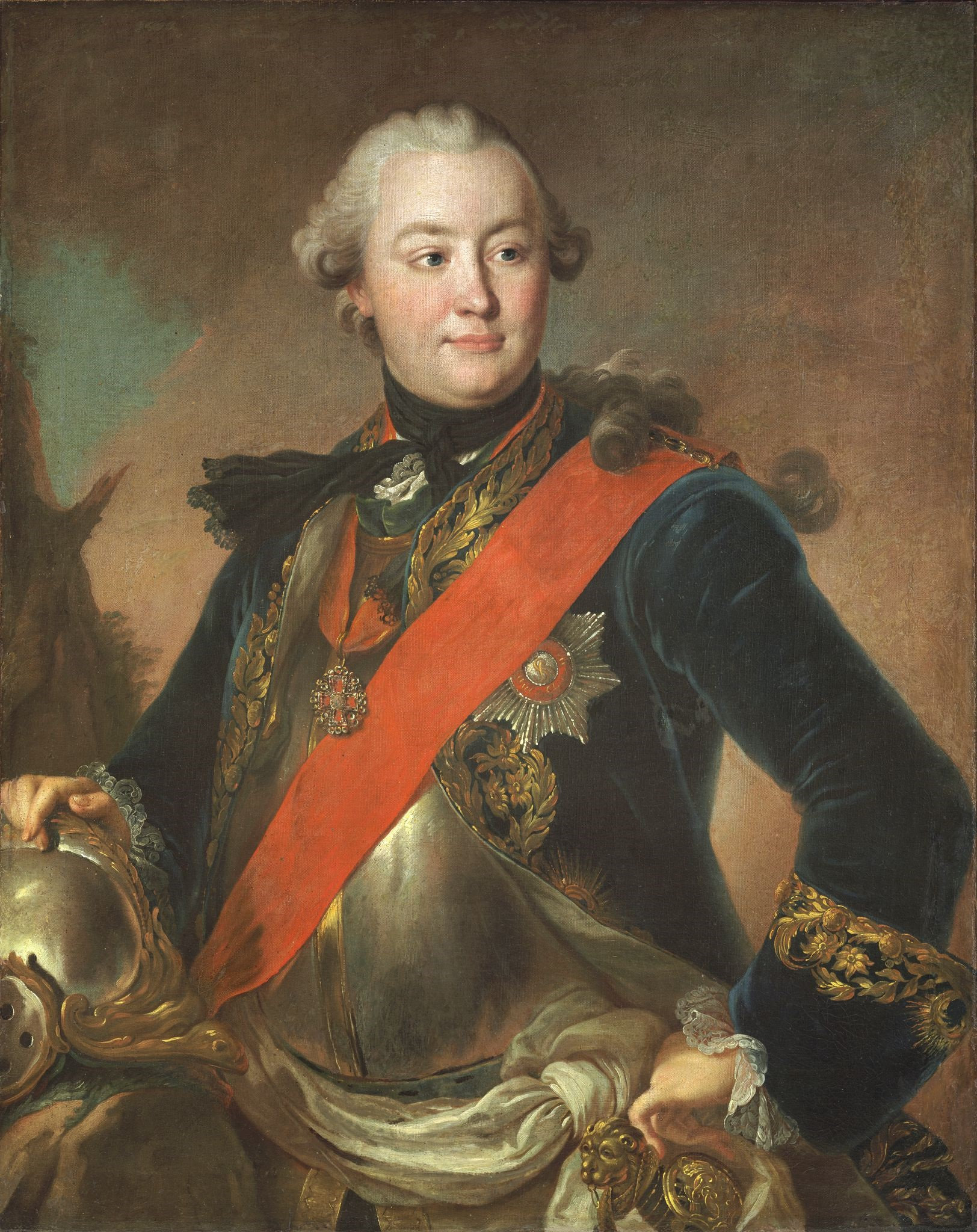
Grigorij Orlov

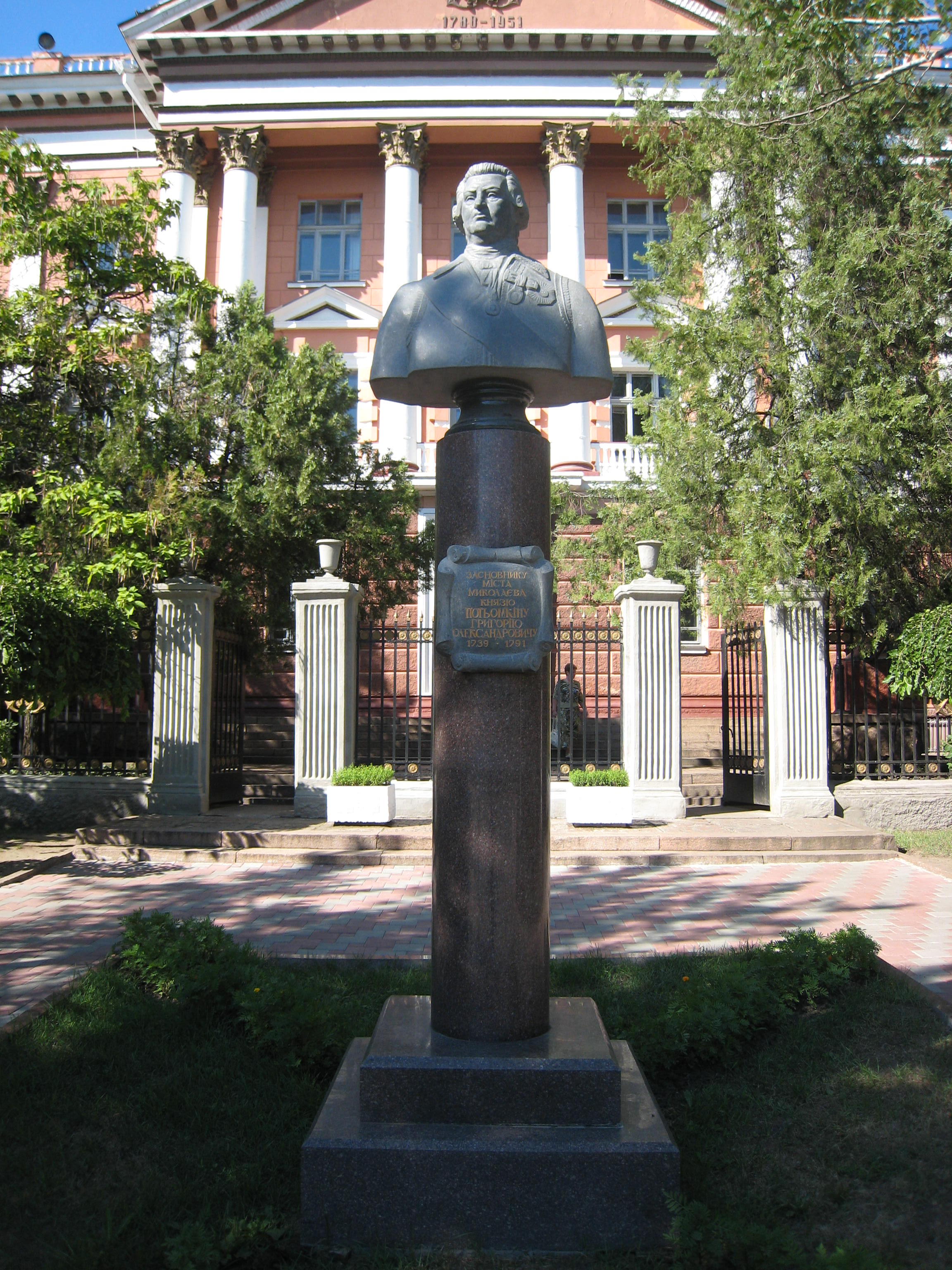
Potěmkinova socha ve městě Mykolajiv na Ukrajině, které založil roku 1789

Jako „ovdovělá“ panovnice neměla Kateřina nouzi o ctitele. V tomto ohledu byla zcela bez skrupulí a nenamáhala se něco předstírat. Dvůr si postupně zvykl na její četná milostná dobrodružství. Carevniným favoritům byla udělována funkce generálního adjutanta s platem 10 tisíc rublů měsíčně. V této funkci se vystřídalo celkem 21 mužů, většinou mladých důstojníků průměrných kvalit. Měnili se poměrně rychle a carevna byla natolik prozíravá, že jim nedovolila zasahovat do vlády.
Existovaly však dvě výjimky. Tou první byl gardový důstojník Grigorij Grigorjevič Orlov, jeden z hlavních iniciátorů převratu v roce 1762. Favoritem carevny a jejím blízkým rádcem se stal bezprostředně poté a zůstal jím po deset let. Carevna ho hýčkala přepychovými dárky (nechala mu například vystavět honosný zámek v Gatčině), ale nehodlala splnit jeho největší přání, to znamená provdat se za něj. Postavení Grigorije Orlova i jeho bratra Alexeje totiž vzbuzovalo obrovskou žárlivost u gardy, která dokonce prý pomýšlela na vraždu. Carevna si však dobře uvědomovala, že se nemůže bez gardy obejít, neboť to byli právě gardoví důstojníci, kdo rozhodoval při všech palácových převratech 18. století. Navzdory tomu dokázala zajistit svému milenci skvělé postavení u dvora, a to i poté, co ho roku 1772 vystřídal ve funkci generálního adjutanta jeden z oněch bezvýznamných důstojníčků, Alexej Vasilčikov.
Vasilčikov však nebyl favoritem carevny příliš dlouho. Roku 1774 ji požádal o udělení funkce adjutanta další hrdina dámské revoluce, který se proslavil v první rusko-turecké válce, Grigorij A. Potěmkin. Potěmkin rozhodně nebyl hezký muž, měl křivé nohy, o jedno oko přišel ve rvačce s důstojníky, na druhé šilhal – zato byl schopný, chytrý a přímo hýřil fantastickými plány. Ani s ním nežila carevna příliš dlouho, i když se spekuluje o jejich tajném sňatku. Mnohem důležitější než osobní milostný vztah Potěmkina a carevny byla totiž spolupráce, při níž se jejich odlišné povahy báječně doplňovaly. Potěmkin prý dával Kateřininu střízlivému uvažování rozlet, zatímco její pragmatičnost přibližovala Potěmkinovy nápady realitě. Většinu milenců, které měla Kateřina Veliká po Potěmkinovi, jí vybíral on sám a byli to jemu podřízení vojáci. Posledního milence svého života si ale tehdy již šedesátiletá Kateřina zvolila sama. Stal se jím v roce 1789 dvaadvacetiletý poručík jízdní gardy Platon Zubov. Ten byl následně povýšen na plukovníka, zanedlouho na generálporučíka a generál-adjutanta. Záhy po svém vzestupu začal intrikovat proti všemocnému Potěmkinovi, ale Potěmkinova pozice u dvora byla neotřesitelná a Kateřina jej stále považovala za svého nejlepšího přítele. Vše se ale změnilo po Potěmkinově smrti v roce 1791. Zubov brzy zaujal jeho postavení a stal se neoficiálním spoluvládcem carevny. Kariéra Zubova skončila až smrtí Kateřiny. Do osudů carské rodiny ale zasáhl ještě jednou – v roce 1801 se podílel na zavraždění syna Kateřiny Veliké, cara Pavla I. Zubov zemřel jako bohatý šlechtic ve věku 55 let v roce 1822.

## Potomci
Z manželství s Petrem III.:

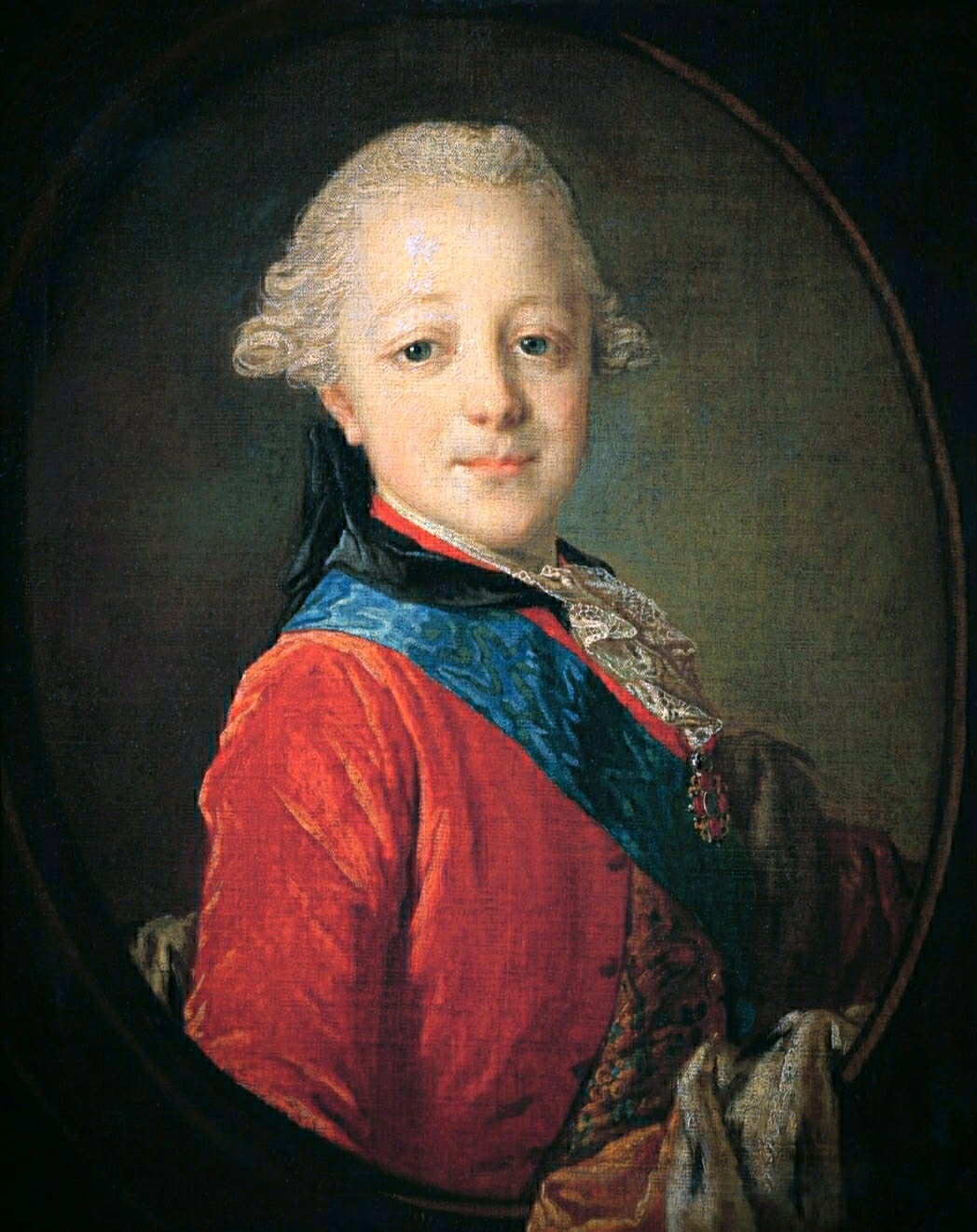
Cesarevič Pavel na portrétu Fjodora Rokotova z roku 1761.

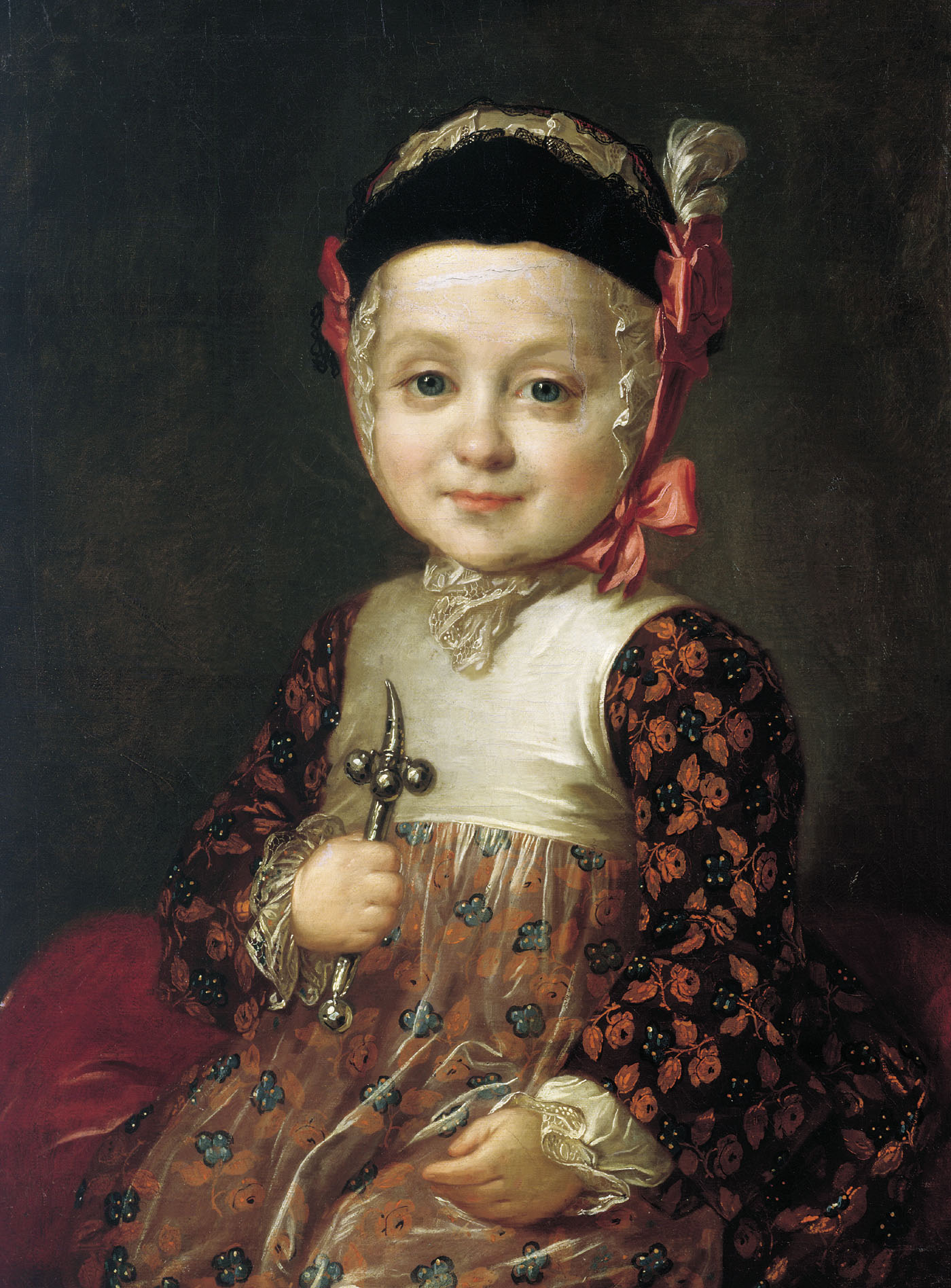
Portrét Alexeje

- Pavel Petrovič (1754–1801), ruský car Pavel I. ∞ 1793 Vilemína Luisa Hesensko-Darmstadtská (Natálie Alexejevna), 1776 Žofie Dorota Württemberská (Marie Fjodorovna)
- Anna Petrovna (9. prosince 1757 – 8. března 1759)

S milencem Grigorijem Orlovem:
- Alžběta Alexandrovna (1761–1844) ∞ 1790 Frederic Maximilien de Klinger[10]
- Alexej Bobrinskij (11. dubna 1762, Zimní palác – 20. června 1813, Bogorodick),  ∞ 1796 Anna Dorota von Ungern-Sternberg (9. ledna 1769, Tallin – 28. března 1840, Petrohrad)

## Ocenění
- rytíř Řádu sv. Alexandra Něvského
- Řád bílé orlice
- Řád černé orlice

## V umění
Život Kateřiny Veliké byl ztvárněn v několika filmech a seriálech, např.:
- Kateřina Veliká (anglicky Catherine the Great), film z roku 2005 (v hlavní roli britská herečka Emily Bruni)[11]
- Mladá Kateřina Veliká (anglicky Young Catharine), film z roku 1991 (v hlavní roli britská herečka Julia Ormond)[12]
- Kateřina Veliká (rusky Великая / Velikaja), seriál z roku 2015, (režisér Igor Zajcev, v hlavní roli herečka Julija Snigir)[13]
- Kateřina Veliká (anglicky Catherine the Great), seriál z roku 2019 z produkce televize Netflix (v hlavní roli britská herečka Helen Mirren)[14]
- Veliká (anglicky The Great), britský seriál z roku 2020, satirické komediální drama (v hlavní roli americká herečka Elle Fanning, režie Matt Shakman, scénář: Tony McNamara)[15]
- Kateřina (rusky Екатери́на), ruský historický seriál má tři řady (1. Kateřina (2014, režie Baranov, Sabitov), 2. Kateřina – Vzlet (2017, režie Josifov), 3. Kateřina – Samozvanci (2019, režie Josifov),v hlavní roli ruská herečka Marina Alexandreva [16]

## Vývod z předků
|                     |                                         |  |                                     |                                          |  |  |  |  |  |  |  | Rudolf Anhaltsko-Zerbstský |
|                     |                                         |  |                                     |                                          |  |  |  |  |  |  |  |                            |
|                     | Jan VI. Anhaltsko-Zerbstský             |  |                                     |                                          |  |  |  |  |  |  |  |                            |
|                     |                                         |  |                                     |                                          |  |  |  |  |  |  |  |                            |
|                     |                                         |  |                                     | Magdalena Oldenburská                    |  |  |  |  |  |  |  |                            |
|                     |                                         |  |                                     |                                          |  |  |  |  |  |  |  |                            |
|                     | Jan Ludvík I. Anhaltský                 |  |                                     |                                          |  |  |  |  |  |  |  |                            |
|                     |                                         |  |                                     |                                          |  |  |  |  |  |  |  |                            |
|                     |                                         |  |                                     | Fridrich III. Holštýnsko-Gottorpský      |  |  |  |  |  |  |  |                            |
|                     |                                         |  |                                     |                                          |  |  |  |  |  |  |  |                            |
|                     | Žofie Augusta Holštýnsko-Gottorpská     |  |                                     |                                          |  |  |  |  |  |  |  |                            |
|                     |                                         |  |                                     |                                          |  |  |  |  |  |  |  |                            |
|                     |                                         |  |                                     | Marie Alžběta Saská                      |  |  |  |  |  |  |  |                            |
|                     |                                         |  |                                     |                                          |  |  |  |  |  |  |  |                            |
|                     | Kristián August Anhaltsko-Zerbstský     |  |                                     |                                          |  |  |  |  |  |  |  |                            |
|                     |                                         |  |                                     |                                          |  |  |  |  |  |  |  |                            |
|                     |                                         |  |                                     | Kristián z Zeutschu                      |  |  |  |  |  |  |  |                            |
|                     |                                         |  |                                     |                                          |  |  |  |  |  |  |  |                            |
|                     | Jiří Volrath z Zeutschu                 |  |                                     |                                          |  |  |  |  |  |  |  |                            |
|                     |                                         |  |                                     |                                          |  |  |  |  |  |  |  |                            |
|                     |                                         |  |                                     | Lukrécia ze Spieglu                      |  |  |  |  |  |  |  |                            |
|                     |                                         |  |                                     |                                          |  |  |  |  |  |  |  |                            |
|                     | Kristýna z Zeutschu                     |  |                                     |                                          |  |  |  |  |  |  |  |                            |
|                     |                                         |  |                                     |                                          |  |  |  |  |  |  |  |                            |
|                     |                                         |  |                                     | Wolf Jiří z Weissenbachu                 |  |  |  |  |  |  |  |                            |
|                     |                                         |  |                                     |                                          |  |  |  |  |  |  |  |                            |
|                     | Kristýna z Weissenbachu                 |  |                                     |                                          |  |  |  |  |  |  |  |                            |
|                     |                                         |  |                                     |                                          |  |  |  |  |  |  |  |                            |
|                     |                                         |  |                                     | Marta z Konritzu                         |  |  |  |  |  |  |  |                            |
|                     |                                         |  |                                     |                                          |  |  |  |  |  |  |  |                            |
| Kateřina II. Veliká |                                         |  |                                     |                                          |  |  |  |  |  |  |  |                            |
|                     |                                         |  |                                     |                                          |  |  |  |  |  |  |  |                            |
|                     |                                         |  | Fridrich III. Holštýnsko-Gottorpský |                                          |  |  |  |  |  |  |  |                            |
|                     |                                         |  |                                     |                                          |  |  |  |  |  |  |  |                            |
|                     | Kristián Albrecht Holštýnsko-Gottorpský |  |                                     |                                          |  |  |  |  |  |  |  |                            |
|                     |                                         |  |                                     |                                          |  |  |  |  |  |  |  |                            |
|                     |                                         |  |                                     | Marie Alžběta Saská                      |  |  |  |  |  |  |  |                            |
|                     |                                         |  |                                     |                                          |  |  |  |  |  |  |  |                            |
|                     | Kristián August Holštýnsko-Gottorpský   |  |                                     |                                          |  |  |  |  |  |  |  |                            |
|                     |                                         |  |                                     |                                          |  |  |  |  |  |  |  |                            |
|                     |                                         |  |                                     | Frederik III. Dánský                     |  |  |  |  |  |  |  |                            |
|                     |                                         |  |                                     |                                          |  |  |  |  |  |  |  |                            |
|                     | Frederika Amálie Dánská                 |  |                                     |                                          |  |  |  |  |  |  |  |                            |
|                     |                                         |  |                                     |                                          |  |  |  |  |  |  |  |                            |
|                     |                                         |  |                                     | Žofie Amálie Brunšvická                  |  |  |  |  |  |  |  |                            |
|                     |                                         |  |                                     |                                          |  |  |  |  |  |  |  |                            |
|                     | Johana Alžběta Holštýnsko-Gottorpská    |  |                                     |                                          |  |  |  |  |  |  |  |                            |
|                     |                                         |  |                                     |                                          |  |  |  |  |  |  |  |                            |
|                     |                                         |  |                                     | Fridrich VI. Bádensko-Durlašský          |  |  |  |  |  |  |  |                            |
|                     |                                         |  |                                     |                                          |  |  |  |  |  |  |  |                            |
|                     | Fridrich VII. Bádensko-Durlašský        |  |                                     |                                          |  |  |  |  |  |  |  |                            |
|                     |                                         |  |                                     |                                          |  |  |  |  |  |  |  |                            |
|                     |                                         |  |                                     | Kristýna Magdalena Falcko-Zweibrückenská |  |  |  |  |  |  |  |                            |
|                     |                                         |  |                                     |                                          |  |  |  |  |  |  |  |                            |
|                     | Albertina Frederika Bádensko-Durlašská  |  |                                     |                                          |  |  |  |  |  |  |  |                            |
|                     |                                         |  |                                     |                                          |  |  |  |  |  |  |  |                            |
|                     |                                         |  |                                     | Fridrich III. Holštýnsko-Gottorpský      |  |  |  |  |  |  |  |                            |
|                     |                                         |  |                                     |                                          |  |  |  |  |  |  |  |                            |
|                     | Augusta Marie Holštýnsko-Gottorpská     |  |                                     |                                          |  |  |  |  |  |  |  |                            |
|                     |                                         |  |                                     |                                          |  |  |  |  |  |  |  |                            |
|                     |                                         |  |                                     | Marie Alžběta Saská                      |  |  |  |  |  |  |  |                            |
|                     |                                         |  |                                     |                                          |  |  |  |  |  |  |  |                            |